# شون كونواي
شون كونواي هو سياسي كندي، ولد في 24 يوليو 1951 في بيمبروك في كندا. حزبياً، نشط في الحزب الليبرالي في أونتاريو ‏. وقد انتخب عضو برلمان مقاطعة أونتاريو.